# Візуальне забруднення
Візуальне забруднення відноситься до видимого погіршення та негативної естетичної якості природних і антропогенних ландшафтів навколо людей і до вивчення вторинних впливів антропогенних втручань. Це також відноситься до впливу забруднення на погіршення якості ландшафту, утвореного внаслідок з'єднання джерел забруднення, що створює погіршення. Візуальне забруднення порушує функціональність і задоволення від певної території, обмежуючи здатність ширшої екологічної системи, від людини до тварин, процвітати та процвітати в ній через порушення їх природних і створених людиною середовищ існування. Хоча візуальне забруднення може бути спричинене природними джерелами (наприклад, лісовими пожежами), переважною причиною є людські джерела.
Як таке, візуальне забруднення не вважається основним джерелом забруднення, а вторинним симптомом пересічних джерел забруднення. Його вторинний характер і суб'єктивний аспект іноді ускладнюють вимірювання та його взаємодію (наприклад, у межах кількісних цифр для політиків). Проте історія слова «забруднення» та вплив забруднення з плином часу показує той факт, що кожне «забруднення» можна класифікувати та вивчати за трьома основними характеристиками, а саме: контекстуальним, суб'єктивним і комплексним. Крім того, були встановлені рамки для вимірювання, які включають опитування громадської думки та опитування, візуальне порівняння, просторову метрику та етнографічну роботу.
Візуальне забруднення може проявлятися на різних рівнях аналізу: від мікровипадків, які впливають на людину, до макропроблем, які впливають на суспільство в цілому. Випадки візуального забруднення можуть мати форму поліетиленових пакетів, застряглих у деревах, реклами з контрастними кольорами та вмістом, які створюють перенасичення антропогенної візуальної інформації в межах ландшафту, до впливу на всю громаду перенаселеності, надземної енергії лінії або затори. Погане міське планування та нерегулярна забудова, що контрастує з природними просторами, створюючи відчужені ландшафти. На прикладі Пакистану представлено детальний аналіз усіх об'єктів візуального забруднення.
Наслідки візуального забруднення мають основні симптоми, такі як відволікання, втома очей, зменшення різноманітності думок і втрата ідентичності. Було також показано, що він посилює реакції на біологічний стрес і порушує баланс. Будучи вторинним джерелом забруднення, вони також поєднуються з впливом свого основного джерела, такого як світлове або шумове забруднення, що може створити багаторівневі проблеми громадського здоров'я та кризу.

## Джерела

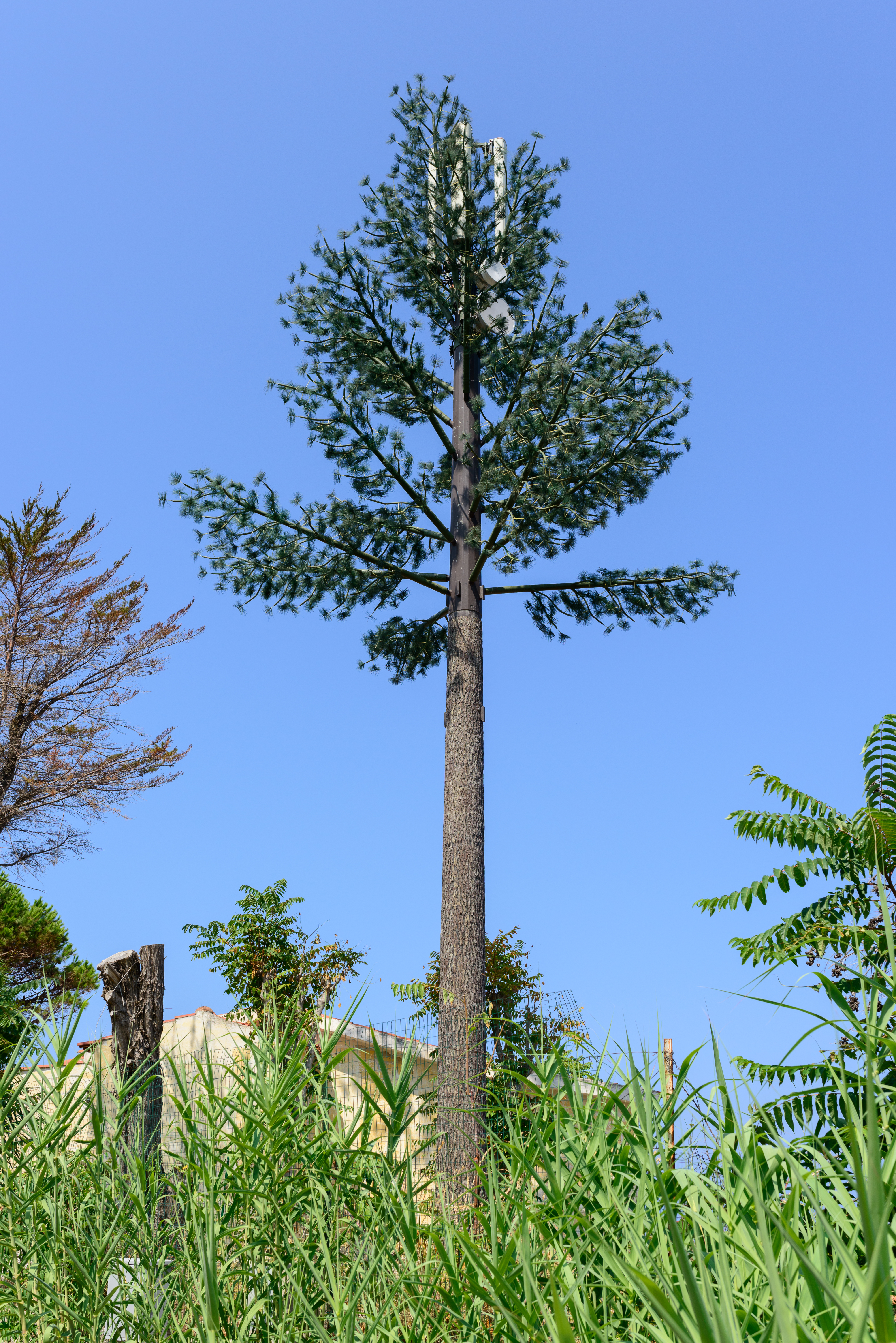
Штучне дерево для приховування базової станції мобільного телефону

## Візуальна оцінка забруднення
Процес вимірювання, кількісної оцінки або оцінки рівня візуального забруднення в будь-якому місці називається оцінкою візуального забруднення. За останні кілька років попит на методи оцінки візуального забруднення в громадах зріс. Нещодавно було представлено інструмент для вимірювання візуального забруднення, який можна використовувати для вимірювання наявності різних об'єктів візуального забруднення та результуючого рівня візуального забруднення. Детальний аналіз візуального забруднення, його контексту, тематичних досліджень та аналізу за допомогою інструменту обговорюється у програмі "Візуальне забруднення: концепції, практика та структура управління.

## Профілактика

### Сполучені Штати
У Сполучених Штатах поступово впроваджується кілька ініціатив щодо запобігання візуальному забрудненню. Федеральний закон про благоустрій автомобільних доріг 1965 року обмежує розміщення рекламних щитів на міжштатних автомагістралях і дорогах, які підтримуються федеральними властями. Це різко зменшило кількість рекламних щитів, розміщених на цих дорогах. Інший законопроект про автомобільні дороги, Закон про ефективність наземного інтермодального транспорту 1991 року, дозволив синхронізувати транспортні засоби з потребами громад. Цей законопроект створив систему державних і національних мальовничих доріг і передбачив кошти для велосипедних доріжок, збереження історичних пам'яток і ландшафтів.
Підприємства, розташовані поблизу міжштатних трас, можуть створити проблеми з рекламою через великі рекламні щити; однак тепер альтернативне рішення для рекламодавців поступово усуває проблему. Наприклад, знаки з логотипом, які надають мандрівникам інформацію про напрямок, не спотворюючи ландшафт, збільшуються, і це крок до зменшення візуального забруднення на автомагістралях в Америці.

### Бразилія
У вересні 2006 року Сан-Паулу прийняв Закон про чисте місто, який забороняє використання будь-якої зовнішньої реклами, зокрема на рекламних щитах, у громадському транспорті та перед магазинами.